# Stauronereis furcatus
Stauronereis furcatus är en ringmaskart som först beskrevs av Hartman 1953.  Stauronereis furcatus ingår i släktet Stauronereis och familjen Dorvilleidae. Inga underarter finns listade i Catalogue of Life.